# Pearson (Georgia)
Pearson es una ciudad ubicada en el condado de Atkinson en el estado estadounidense de Georgia. En el año 2000 tenía una población de 1.805 habitantes.

## Geografía
Pearson se encuentra ubicada en las coordenadas 31°17′54″N 82°51′10″O / 31.29833, -82.85278 (31.298368, -82.852827).
Según la Oficina del Censo, la localidad tiene un área total de 7,5 km² (2,9 mi²), de la cual 7,5 km² (2,9 mi²) es tierra y 0 km² (0 mi²) (0.00%) es agua.

## Demografía
Según la Oficina del Censo en 2000 los ingresos medios por hogar en la localidad eran de $22,188, y los ingresos medios por familia eran $26,830. Los hombres tenían unos ingresos medios de $22,313 frente a los $15,700 para las mujeres. La renta per cápita para la localidad era de $11,311. 